# Firouzeh Görgen-Ossouli
Firouzeh Görgen-Ossouli (geboren in Zanjan) ist eine deutsch-iranische Künstlerin. Als studierte Theaterwissenschaftlerin ist sie mittlerweile vorwiegend als Fotografin, Installationskünstlerin und Regisseurin tätig.

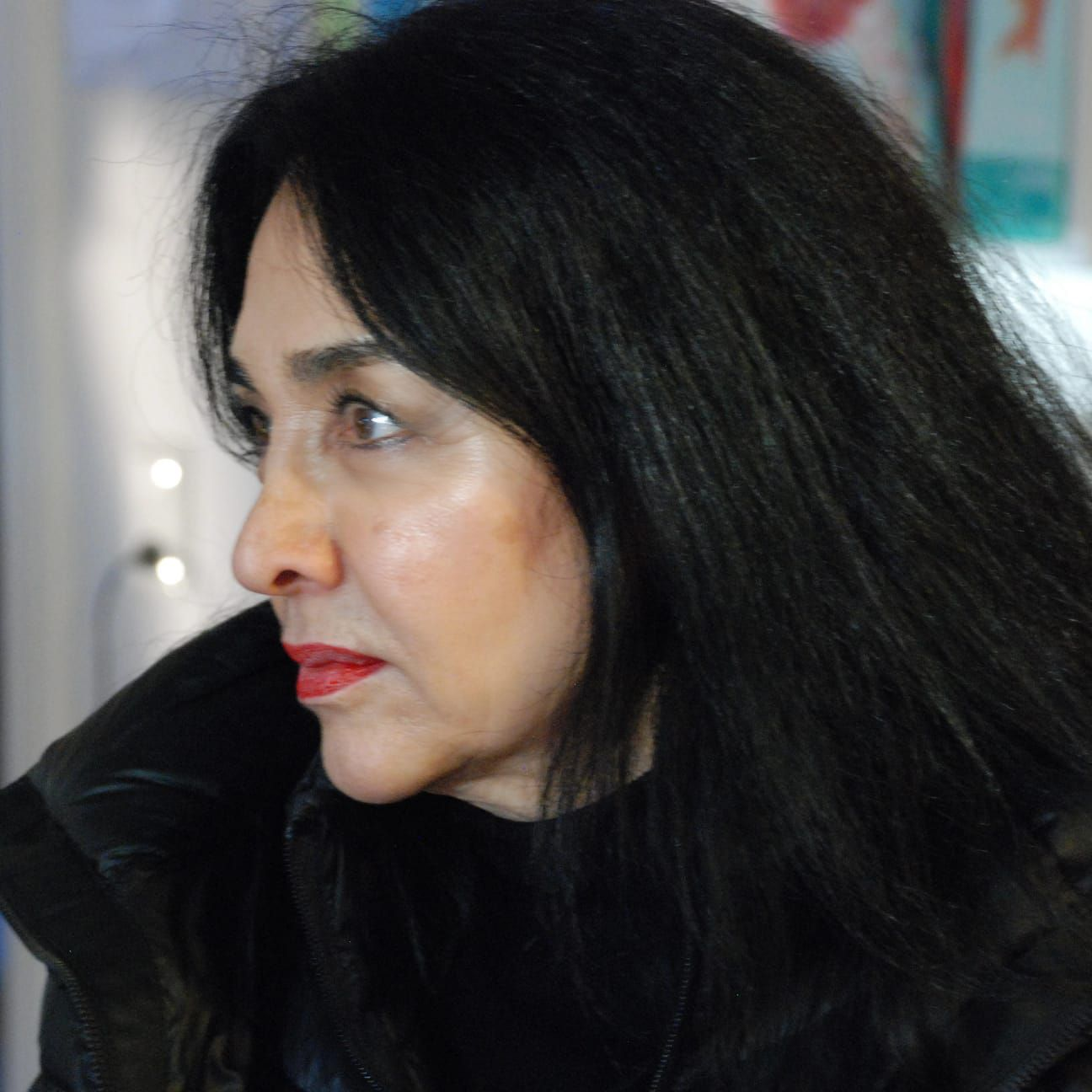
Firouzeh Görgen-Ossouli, 2021

## Leben
Görgen-Ossouli wurde als erstes Kind von Parvindokht Mirbaha und Yussef Ossouli geboren. Der Kontakt mit der Kunst und speziell dem Theater entstand im Schulalter durch ihre Mutter, die in ihrer Funktion als Schuldirektorin kulturelle Veranstaltungen durchführte.
Nach dem Abitur in Teheran nahm sie das Studium in Theaterwissenschaften, Schauspiel und Regie an der Fakultät der Schönen Künste der Universität Teheran auf. Im Jahr 1977 schloss sie mit dem Grad eines B.A. ab.

## Schaffen (Auswahl)

### Theater
- Ende der 1970er Jahre spielte sie die Rolle der Marchesa Cibo in Lorenzaccio und die Pia in der Ziegeninsel von Ugo Betti im Teheraner Molavi-Theater.[1] In "Der Liebhaber" von Harold Pinter war sie Darstellerin und führte Regie.

### Fernsehen
- Rolle der Firouzeh in der Fernsehserie Talagh (Die Scheidung, 1977) mit und von Masoud Asadolahi und Hamid Labkhandeh. Auftritt in der 12. und 13. Folge.
- Rolle in einer Fernsehserie neben Davoud Rashidi und Parviz Fanisadeh. Noch zu Schahzeiten Anfang 1978 gedrehte Serie, die jedoch wegen des Regimewechsels nicht mehr im TV gezeigt wurde.

### Film
Parallel zu den ersten Theaterrollen spielte sie in mehreren Kurz- und Avantgardfilmen und führte teilweise auch Regie.
- Theaterverfilmung des Stücks Iranisches Erbe, 1977 (persisch ارثیه ایرانی),[2] Autor: Akbar Radi, Regisseur: Mahmoud Mohammed Yussef
- Fernsehfilm Die Nacht, der Nachtwächter und die Ereignisse, etwa 1975, Regisseur Abolghasem Moarefi.
- Fernsehfilm nach dem Theaterstück Blick zurück im Zorn, etwa 1975, Rolle der Helena, Regie: Hossein Parvaresh.
- Fernsehserie Afsaneha-ye kohan-e Farsi, Filmserie alter persischer Geschichten. In der Episode (persisch افسانهای کهن فارسی - اقبال و شاه زمرد - فیلم; deutsch: „Alte persische Legenden von Iqbal va Shah Somorod“, 1977), Rolle der Königin Homa, Regisseurin: Malek Jahan Khazai, wurde 1985 im ZDF gezeigt.
- Erstlingsfilm von Rafi Pitts In Exile, 1991, weibliche Hauptrolle unter dem Pseudonym „Firoozeh Pirooz“.[3] Der Film wurde auf dem London Film Festival im November 1991 und auf dem Filmfestival in Göteborg im Oktober 1993 gezeigt.

### Fotografie und Installationen

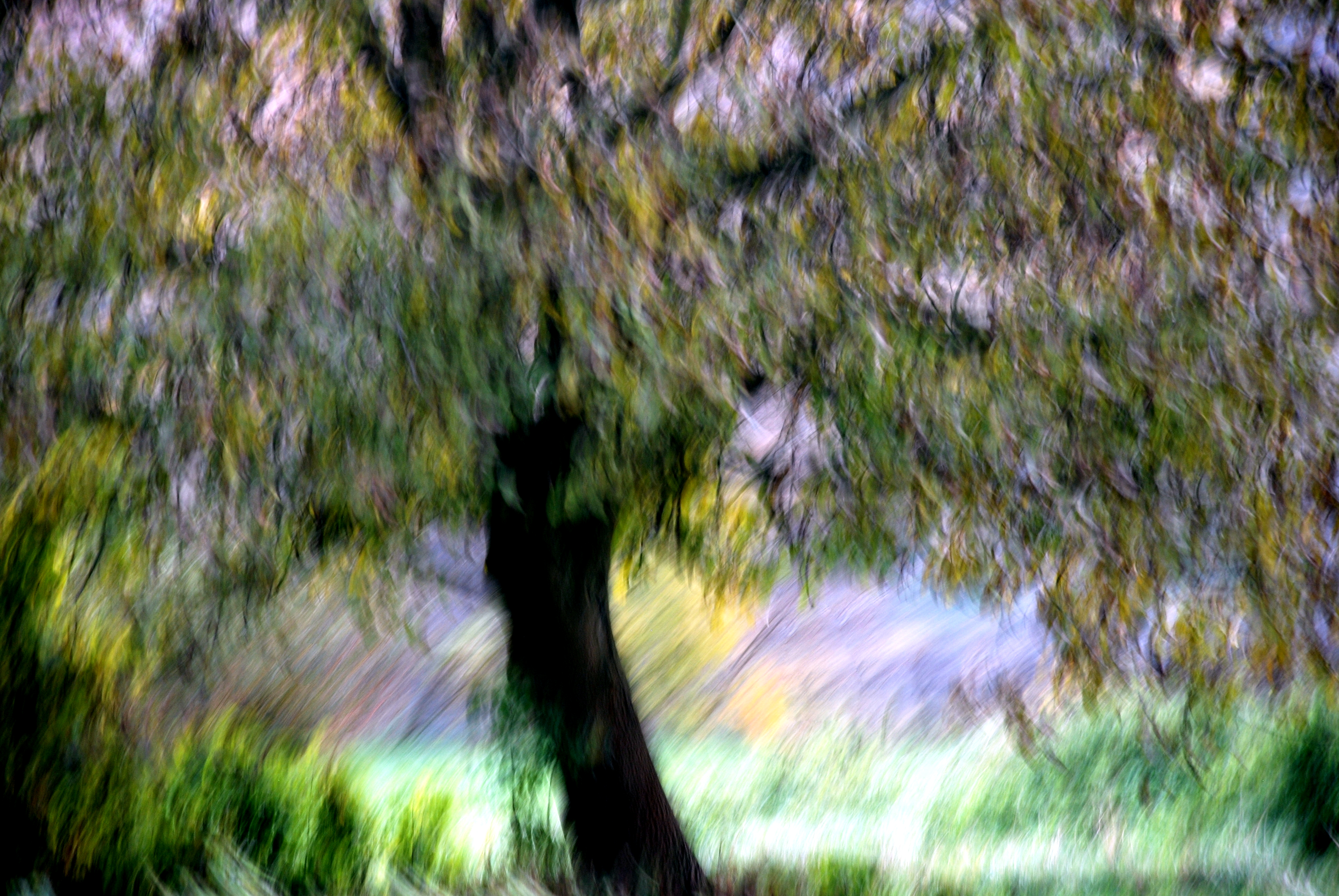
Fotografie „Baumflucht“, 2010

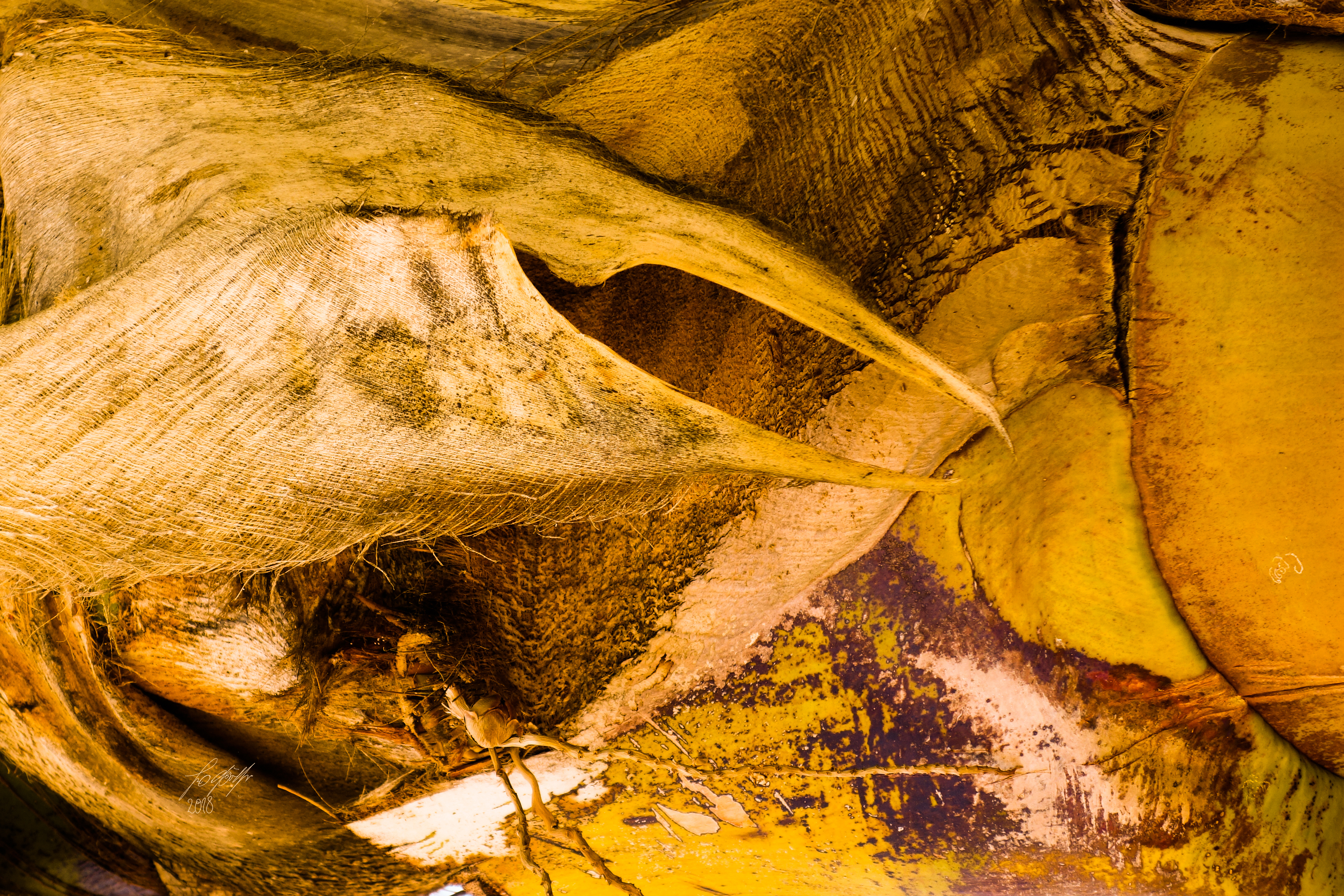
Fotografie „The Space where I am“, 2018

- Einzelausstellung Galerie Krüger (Koblenz), 2011.[4]
- Einzelausstellung zur Eröffnung des "Hauses der Fotografie" innerhalb des Landesmuseums Koblenz, 2012.[5]
- Ausstellung „Das grüne Haus“, Frauenmuseum Bonn, 2012.[6]
- Installation zur Ausstellung EVO – Frauen in den Weltreligionen, Frauenmuseum Bonn, 2013.
- Single Moms, Frauenmuseum Bonn (2014), Berlin (2015) und Konstanz (2016).[7]
- Berliner Liste – fair for contemporary art, 17.–20. September 2015, bei Galleria Unique, Turin.
- Installation zur Ausstellung „Courage – 100 Jahre Frauenwahlrecht in Deutschland“ im Frauenmuseum Bonn und Mittelrheinmuseum Koblenz, 2019.[8][9]
- Video „Das Boot“ zur Ausstellung „Langeweile im Paradies“, 2020, Frauenmuseum Bonn.

### Sonstiges
- Organisatorin des „Orientalischen Frauenfilmfestivals“ 2017 und 2019 in Koblenz.[10]
- Co-Kuratorin für die Ausstellung der iranischen Künstlergruppe DENA im Ludwig-Museum Koblenz.
- Das Landesmuseum Koblenz, das Mittelrheinmuseum Koblenz und das Frauenmuseum Bonn besitzen Werke von ihr.